# نبرد بلو وود
نبرد جنگل بلو (Belleau Wood) (۱–۲۶ ژوئن ۱۹۱۸) در جریان حمله بهاری آلمان در جنگ جهانی اول، در نزدیکی رودخانه مارن در فرانسه رخ داد. این نبرد بین لشکر دوم پیاده‌نظام ایالات متحده آمریکا (به فرماندهی سرلشکر عمر باندی) و لشکر سوم پیاده‌نظام ایالات متحده آمریکا همراه نیروهای فرانسوی و بریتانیایی در برابر مجموعه‌ای از واحدهای ارتش امپراتوری آلمان شامل بخشی از لشکرهای ۲۳۷، ۱۰، ۱۹۷، ۸۷ و ۲۸ درگرفت. این نبرد به یک جزء کلیدی از فرهنگ و یادمان تفنگداران دریایی ایالات متحده تبدیل شده‌است.

## زمینه
در مارس ۱۹۱۸، با آزاد شدن نزدیک به ۵۰ لشکر اضافی در نتیجهٔ تسلیم شدن روسیه در جبهه شرقی، ارتش آلمان مجموعه ای از حملات را در جبهه غربی آغاز کرد؛ به این امید که متفقین را قبل از اینکه نیروهای ایالات متحده به‌طور کامل مستقر شوند، شکست دهد. سومین حمله‌ای که در ماه مه علیه فرانسوی‌ها بین سوآسون و رنس آغاز شد، معروف به نبرد سوم ان، باعث شد که آلمانی‌ها در ۲۷ مه به ساحل شمالی رودخانه مارن در شاتو-تیری، در ۹۵ کیلومتری پاریس برسند. در ۳۱ مه، تفنگداران سنگالی با حمایت گردان ۷ مسلسل از لشکر ۳ ایالات متحده توانستند در نبردی خونین و خانه به خانه، پبشروی نیروهای آلمانی را متوقف کنند. در نتیجه، پیشروی آلمان‌ها به سمت واکس و جنگل بلو متمرکز شد.
در ۱ ژوئن، شاتو تیری و واکس همزمان سقوط کردند و نیروهای آلمانی وارد جنگل بلو شدند. لشکر ۲ پیاده‌نظام ایالات متحده، که شامل یک تیپ از تفنگداران دریایی ایالات متحده بود، در امتداد بزرگراه پاریس-متز قرار گرفت. هنگ ۹ پیاده بین بزرگراه و رود مارن و هنگ ۶ تفنگداران دریایی نیز در سمت چپ آن‌ها مستقر شد. هنگ ۵ تفنگداران دریایی و هنگ ۲۳ پیاده‌نظام نیز در به عنوان نیروی ذخیره قرار گرفتند.

## نبرد
در عصر روز ۱ ژوئن، نیروهای آلمانی شکافی را در خطوط فرانسوی در سمت چپ موقعیت تفنگداران دریایی ایجاد کردند. در پاسخ، نیروی ذخیره ایالات متحده، متشکل از هنگ ۲۳ پیاده‌نظام به فرماندهی سرهنگ پل بی. مالون، گردان اول از هنگ پنجم تفنگداران دریایی به فرماندهی سرگرد جولیوس اس. توریل، و یک عضو از گردان ۶ مسلسل تفنگداران دریایی - یک راهپیمایی اجباری به طول بیش از ۱۰ کیلومتر (۶٫۲ مایل) برای بستن شکاف آغار کردند که تا طلوع خورشید به هدف خود دست یافتند. در شب ۲ ژوئن، نیروهای ایالات متحده خط مقدمی به طول ۲۰ کیلومتر (۱۲ مایل) را در شمال بزرگراه پاریس-متز ایجادکردند این ناحیه عمدتاً متشکل از مزارع غلات و پوشش درختی پراکنده بود. این خط مقدم از مزرعه مثلثی در غرب تا لوسی و سپس به طرف شمال تا تپهٔ ۱۴۲ گسترش یافته بود. در طرف مقابل، خط آلمانی از واکس به بورشز تا بلو ادامه داشت.

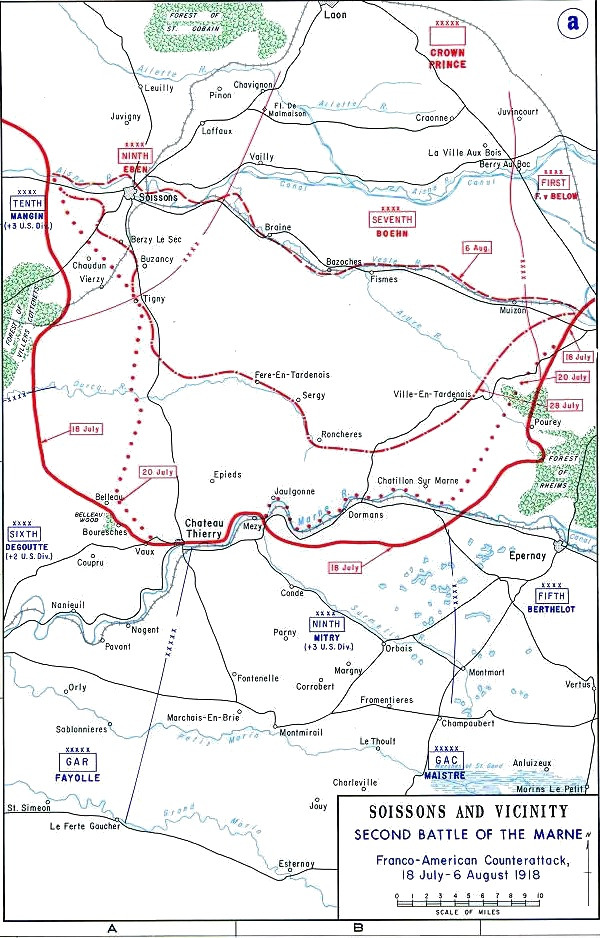
نقشه نشان دهنده مکان نبرد جنگل بلو (آکادمی نظامی ایالات متحده)

### توقف پیشروی آلمان در جنگل بلو
فرماندهان آلمانی دستور پیشروی به سمت ماریگنی و لوسی را از طریق جنگل بلو را به عنوان بخشی از یک حملهٔ بزرگ دادند که در قرار بود در طی آن، سایر نیروهای آلمانی از رودخانه مارن عبور کنند. فرمانده تیپ تفنگداران دریایی ارتش، ژنرال جیمز هاربورد، برخلاف دستور فرانسوی‌ها مبنی بر حفر خندق‌های بیشتر در پشت سر، به تفنگداران دریایی دستور داد «هرجایی که هستند، موقعیت خود را حفظ کنند». تفنگداران دریایی با سرنیزه‌ها، گودال‌های کم عمقی را حفر کردند که در حالت درازکش، می‌توانستند از داخل این گودال‌ها شلیک کنند. در بعد از ظهر ۳ ژوئن، پیاده‌نظام آلمانی با سرنیزه‌های ثابت از طریق مزارع غلات به مواضع تفنگداران دریایی حمله کردند. تفنگداران دریایی بدون هیچگونه شلیکی منتظر نزدیک شدن آلمانی‌ها تا فاصلهٔ ۱۰۰ یارد (۹۱ متر) شدند و سپس آتش گشودند. امواج مرگبار شلیک تفنگ‌های انفرادی باعث انهدام اکثر نیروهای آلمانی شده و بازماندگان نیز به داخل جنگل عقب‌نشینی کردند.
با متحمل شدن تلفات سنگین، آلمانی‌ها در یک خط دفاعی در امتداد تپه ۲۰۴، درست در شرق واکس، تا لو تیوله (Le Thiolet) در بزرگراه پاریس-متز و از شمال از داخل جنگل بلو تا تورسی مستقر شدند. پس از اینکه بارها از تفنگداران دریایی خواسته شد تا همراه با عقب‌نشینی نیروهای فرانسوی به عقب برگردند، کاپیتان تفنگداران دریایی لوید دبلیو ویلیامز از گردان دوم، هنگ پنجم تفنگداران دریایی جمله‌ای را ادا کرد که بعدها معروف شد: «عقب‌نشینی؟ لعنتی، ما تازه به اینجا رسیدیم!» البته، فرمانده گردان ویلیامز، سرگرد فردریک وایز، بعداً ادعا کرد که کلمات معروف را گفته‌است.
در ۴ ژوئن، سرلشکر باندی، فرمانده لشکر دوم پیاده‌نظام، فرماندهی بخش آمریکایی جبهه را بر عهده گرفت. طی دو روز بعد، تفنگداران دریایی حملات مداوم آلمانی‌ها را دفع کردند. با ورود لشکر ۱۶۷ فرانسه، برای باندی این فرصت ایجاد شد که ۲٬۰۰۰ یارد (۱٬۸۰۰ متر) خط مقدم خود را تقویت کند. تیپ ۳ باندی بخش جنوبی خط را در اختیار داشت، در حالی که تیپ تفنگداران دریایی بخش شمالی خط در نزدیکی مزرعه مثلثی شکل را کنترل می‌کرد.

### حمله به تپه ۱۴۲
در ساعت ۰۳:۴۵ روز ۶ ژوئن، متفقین به نیروهای آلمانی که در حال آماده‌سازی حمله خود بودند، حمله کردند. لشکر ۱۶۷ فرانسه از سمت چپ جناح آمریکایی حمله کرد، در حالی که تفنگداران دریایی به تپه ۱۴۲ حمله کردند تا از آتش سنگین علیه فرانسوی‌ها جلوگیری کنند. به عنوان بخشی از فاز دوم، لشکر ۲ قرار بود قلهٔ مشرف به تورسی و جنگل بلو و همچنین خود جنگل بلو را تصرف کند. با این حال، تفنگداران دریایی نتوانستند جنگل را به‌طور کامل مورد شناسایی و بررسی قرار دهند. در نتیجه، متوجه یک هنگ پیاده‌نظام آلمانی به همراه شبکه ای از سنگرهایی را که به منظور تعبیه مسلسل و توپخانه حفر شده بود، نشدند.
در سپیده دم، گردان اول هنگ پنجم تفنگداران دریایی، به فرماندهی سرگرد جولیوس توریل، قرار بود به تپه ۱۴۲ حمله کنند؛ اما فقط دو گروه در موقعیت بودند. تفنگداران دریایی در امواج منظم با سرنیزه‌های ثابت در سراسر مزرعه گندمی که با مسلسل و آتش توپخانه آلمانی جارو شده بود، شروع به پیشروی کردند؛ و بسیاری نیز کشته شدند. کاپیتان کروتر فرمانده گروهان ۶۷ تقریباً به محض آغاز پیشروی کشته شد. کاپیتان همیلتون و گروه چهل و نهم با نبردی خونین و از فاصلهٔ نزدیک، با آلمانی‌های مستقر در خندق‌ها مبارزه کردند و حتی ۶ یارد (۵٫۵ متر) بیشتر از نقطهٔ هدف پیشروی کردند. در این مرحله، همیلتون هر پنج افسر جوان را از دست داده بود. وضعیت در گروهان ۶۷ نیز به همین منوال بود؛ تنها یک افسر زنده بود. همیلتون هر دو گروه را دوباره سازماندهی کرده و سعی کرد نقاط مستحکم و خط دفاعی ایجاد کند.
در ضد حمله آلمان، گروهبان توپخانه ارنست آ. جانسون، که با نام مستعار چارلز هافمن خدمت می‌کرد، پیشروی ۱۲ سرباز آلمانی را دفع کرد. در این درگیری، او ۲ نفر را با سرنیزهٔ اسلحهٔ انفرادی خود کشت و بقیه نیز متواری شدند. برای این اقدام، او اولین تفنگدار دریایی بود که مدال افتخار را در جنگ جهانی اول دریافت کرد. همچنین تفنگدار دریایی، هنری هالبرت، به دلیل پیشروی از درون آتش سنگین دشمن در هنگام ضد حمله، نشان صلیب خدمات ممتاز را دریافت نمود.

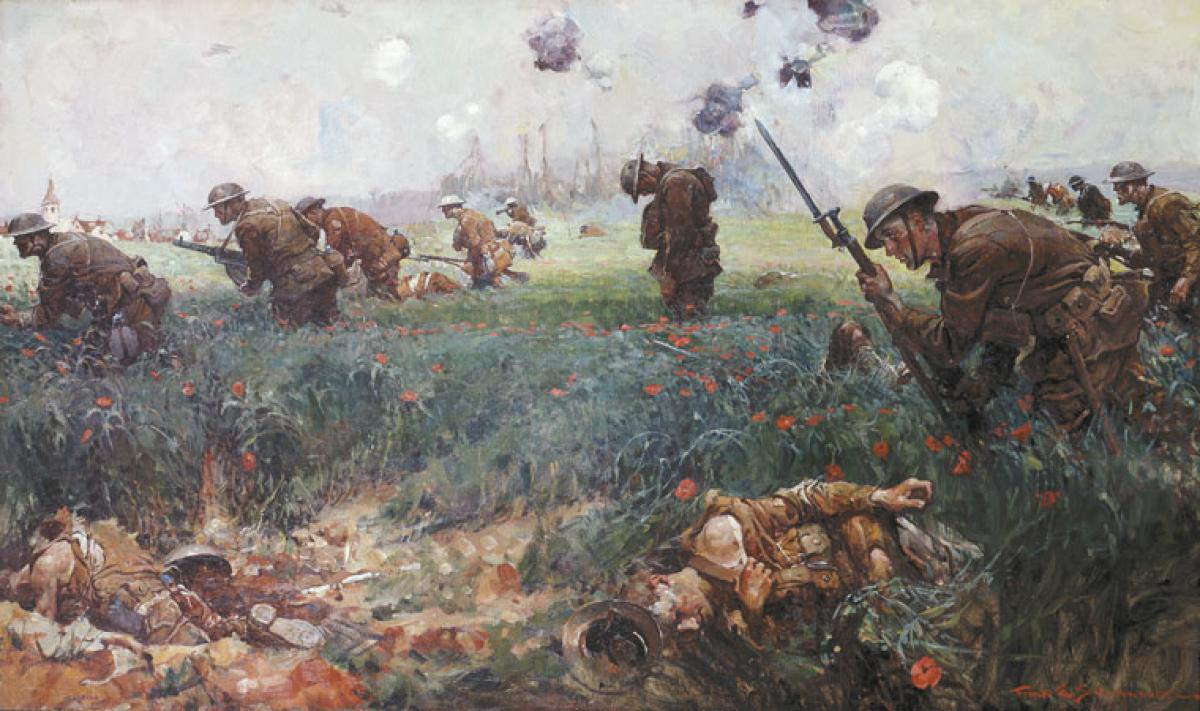
نقاشی توسط فرانک شونوور «زمین گندم» فرمانده نیروی دریایی ششم - در اطراف Belleau Wood - به شهر Bouresches = ۲۵۰ شروع شد ۱۹ به پایان رسید

در این زمان بقیه گردان رسیدند و وارد نبرد شدند. جناحین توریل بدون محافظت بودند و تفنگداران دریایی نیز به سرعت در حال خرج کردن مهمات خود بودند. با این حال، تا بعد از ظهر، تفنگداران دریایی تپه ۱۴۲ را به قیمت جان ۹ افسر و بیشتر ۳۲۵ عضو گردان، تصرف کردند.

### حمله تفنگداران دریایی به بلو وود
در شب ۴ ژوئن، افسر اطلاعاتی هنگ ششم تفنگداران دریایی، ستوان ویلیام ای. ادی، به همراه دو سرباز دیگر، با گذر از خطوط آلمان اقدام به جمع‌آوری اطلاعات در مورد نیروهای آلمانی کردند. آن‌ها موفق شدند اطلاعات ارزشمندی را به دست آورند که نشان می‌داد آلمانی‌ها در حال تحکیم مواضع مسلسل‌ها و آوردن قوای توپخانه‌ای بودند. با اینکه این موضوع حاکی از این بود که قرار نیست بلافاصله حمله‌ای رخ دهد، قدرت فزاینده‌ای که آلمانی‌ها با ایجاد این پایگاه به دست می‌آورند، باعث نگرانی آن‌ها در مورد احتمال پیشروی و حمله به پاریس شد.
در ساعت ۱۷:۰۰ روز ۶ ژوئن، گردان سوم از هنگ پنجم تفنگداران دریایی به فرماندهی سرگرد بنجامین اس. بری و گردان سوم هنگ ششم تفنگداران دریایی، به فرماندهی سرگرد برتون دبلیو سیبلی، به عنوان بخشی از فاز دوم حمله متفقین، از غرب به سمت جنگل بلو حمله کردند. این بار هم، تفنگداران دریایی مجبور شدند از طریق یک مزرعهٔ گندم که ارتفاع آن‌ها تا کمر سربازان می‌رسید، به سمت آتشباران شدید مسلسل پیشروی کنند. یکی از معروف‌ترین نقل قول‌ها در تاریخ تفنگداران دریایی، در آغاز نبرد توسط گروهبان یکم دن دالی، صاحب دو مدال افتخار که در فیلیپین، سانتو دومینگو، هائیتی، پکن، و ورا کروز نیز خدمت کرده بود، بیان شد. وی افرادش از گروه ۷۳ مسلسل را با این جمله به حرکت رو به جلو تشویق کرد: "بجنبید حرام زاده‌ها؛ یعنی می‌خواهید تا ابد زنده بمانید؟"
اولین امواج تفنگداران دریایی - که در خطوط منظم پیشروی می‌کردند - قلع و قمع شدند. سرگرد بری در حین پیشروی از ناحیه ساعد مجروح شد. در سمت راست او، تفنگداران دریایی گردان سه از هنگ ششم همراه با سرگرد سیبلی به انتهای جنوبی جنگل بلو رفتند و با تیرهای سنگین مسلسل، تک تیراندازان و سیم‌های خاردار مواجه شدند. تفنگداران دریایی و پیاده‌نظام آلمانی به زودی وارد نبرد تن به تن شدند. تلفات وارده در این روز بالاترین تلفات در تاریخ تفنگداران دریایی تا آن زمان بود. حدود ۳۱ افسر و ۱۰۵۶ نفر از نیروهای تیپ تفنگداران دریایی کشته شدند. در پایان آن روز، تفنگداران دریایی موفق شده بودند بخشی از جنگل بلو را تصرف کنند.

### مبارزه در بلو وود

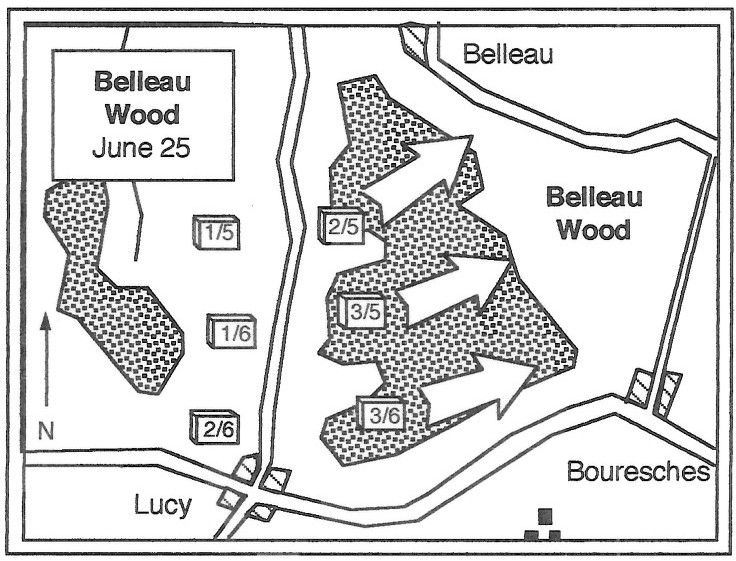
نقشه محل فشار دریایی برای ایمن‌سازی بلو وود، ۲۵ ژوئن ۱۹۱۸ را نشان می‌دهد

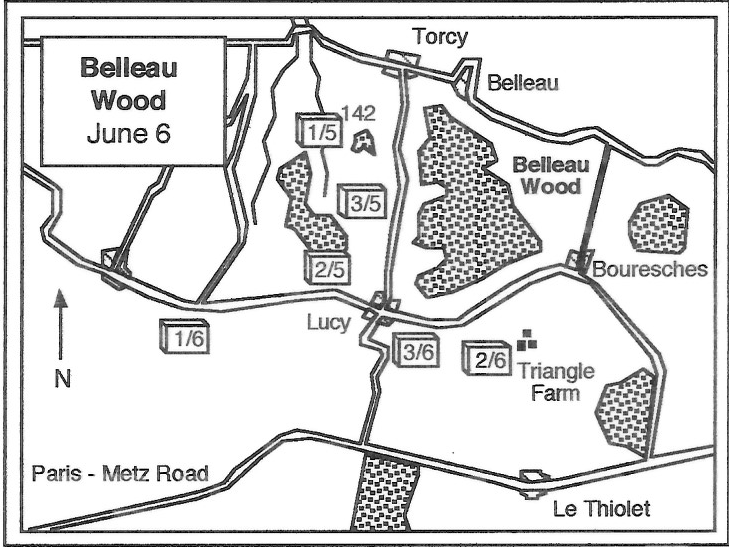
موقعیت نیروهای تفنگداران دریایی ایالات متحده در بلو وود و مناطق اطراف آن، ۶ ژوئن ۱۹۱۸.

اکنون نبرد به بن‌بست رسیده بود. در نیمه شب ۷–۸ ژوئن، حمله آلمان به آسانی متوقف شد و ضد حمله آمریکایی در صبح روز ۸ ژوئن نیز به همین ترتیب شکست خورد. گردان سیبلی که متحمل تلفاتی در حدود ۴۰۰ نفر شده بود، با رسیدن قوای کمکی از سوی گردان ۱، هنگ ۶ تفنگداران دریایی نیروی خود را بازیافت. سرگرد شیرر فرماندهی گردان سوم از هنگ ۵ تفنگداران دریایی را به جای سرگرد بری مجروح، بر عهده گرفت. : 112 در ۹ ژوئن، گلوله و توپ باران شدید آمریکایی و فرانسوی جنگل بلو را کاملاً ویران کرد؛ به‌طوری که منطقه‌ای که سابقاً جنگلی جذاب برای شکار به‌شمار می‌رفت، به ویرانه‌ای از درختان خرد شده تبدیل شد. آلمانی‌ها نیز در جواب به سمت لوسی و بورشز شلیک و تلاش کردند مواضع دفاعی خود در داخل جنگل بلو را سازماندهی کنند.
در صبح روز ۱۰ ژوئن، سرگرد هیوز با گردان ۱ از هنگ ۶ تفنگداران دریایی، به همراه بخشی از گردان مسلسل از همین هنگ، از جناح شمال به جنگل حمله کردند. اگرچه حمله در ابتدا موفقیت‌آمیز به نظر می‌رسید، اما این حمله نیز با شلیک سنگین مسلسل متوقف شد. در طی نبرد، فرمانده گردان ۶ مسلسل، سرگرد کول، به شدت مجروح شد. کاپیتان هارلان میجر، کاپیتان ارشد حاضر در گردان، فرماندهی را بر عهده گرفت. در این نبرد، آلمانی‌ها به‌طور گسترده از مقادیر زیادی گاز خردل استفاده کردند. : 17  سپس، به گردان دوم وایز از هنگ تفنگداران دریایی پنجم دستور داده شد که از غرب به جنگل حمله کنند، در حالی که هیوز به پیشروی خود از جنوب ادامه داد.
در ساعت ۴:۰۰ روز ۱۱ ژوئن، اعضای گردان وایز با پشتیبانی گروهان‌های ۲۳ و ۷۷ از گردان ۶ مسلسل و افرادی از گردان ۲، و نیز گردان ۲ مهندسین، از درون مه غلیظ صبحگاهی به سمت بلو وود پیشروی کردند، : 17  اما با آتش شدید دشمن مواجه شده، از هم گسیخته و متحمل تلفات بالایی شدند. در این اثنا، مشخص شد که گردان در جهت اشتباه پیشروی کرده‌است. آن‌ها به جای حرکت به سمت شمال شرقی، مستقیماً به سمت کمرِ باریکِ جنگل حرکت کرده بودند. با این حال، آن‌ها موفق شدند خطوط دفاعی آلمانی‌ها در جناح جنوبی را در هم بشکنند. یک سرباز آلمانی که جزو ۳۰ بازمانده از گروهان ۱۲۰ نفری خود بود، در توصیف نبرد نوشت: «در مقابل ما، آمریکایی‌ها قرار دارند که به طرزی وحشتناک، بی‌پروا هستند.»
در مجموع، تفنگداران دریایی آمریکایی شش حملهٔ اصلی ترتیب دادند تا بتوانند آلمانی‌ها را با موفقیت از جنگل بیرون کنند. آن‌ها با بخش‌هایی از پنج لشکر آلمانی مبارزه کردند، که اغلب در نبرد تن به تن با استفاده از سرنیزه یا مشت خلاصه می‌شد.
در ۲۶ ژوئن، گردان سوم از هنگ پنجم تفنگداران دریایی، به فرماندهی سرگرد موریس ای. شیرر، با پشتیبانی دو گروهان گردان ۴ مسلسل و گروهان ۱۵ از گردان ۶ مسلسل، به جنگل بلو حمله کردند که در نهایت موفق شدند آلمانی‌ها را به‌طور کامل از جنگل بیرون برانند. در آن روز، سرگرد شیرر گزارشی را ارائه کرد که به سادگی بیان می‌کرد: «جنگل اکنون به‌طور کامل در کنترل سپاه تفنگداران دریایی ایالات متحده است» : 3 و بدین ترتیب یکی از خونین‌ترین و وحشیانه‌ترین نبردهایی که نیروهای ایالات متحده در طی جنگ در آن شرکت داشتند، پایان یافت.

## عواقب

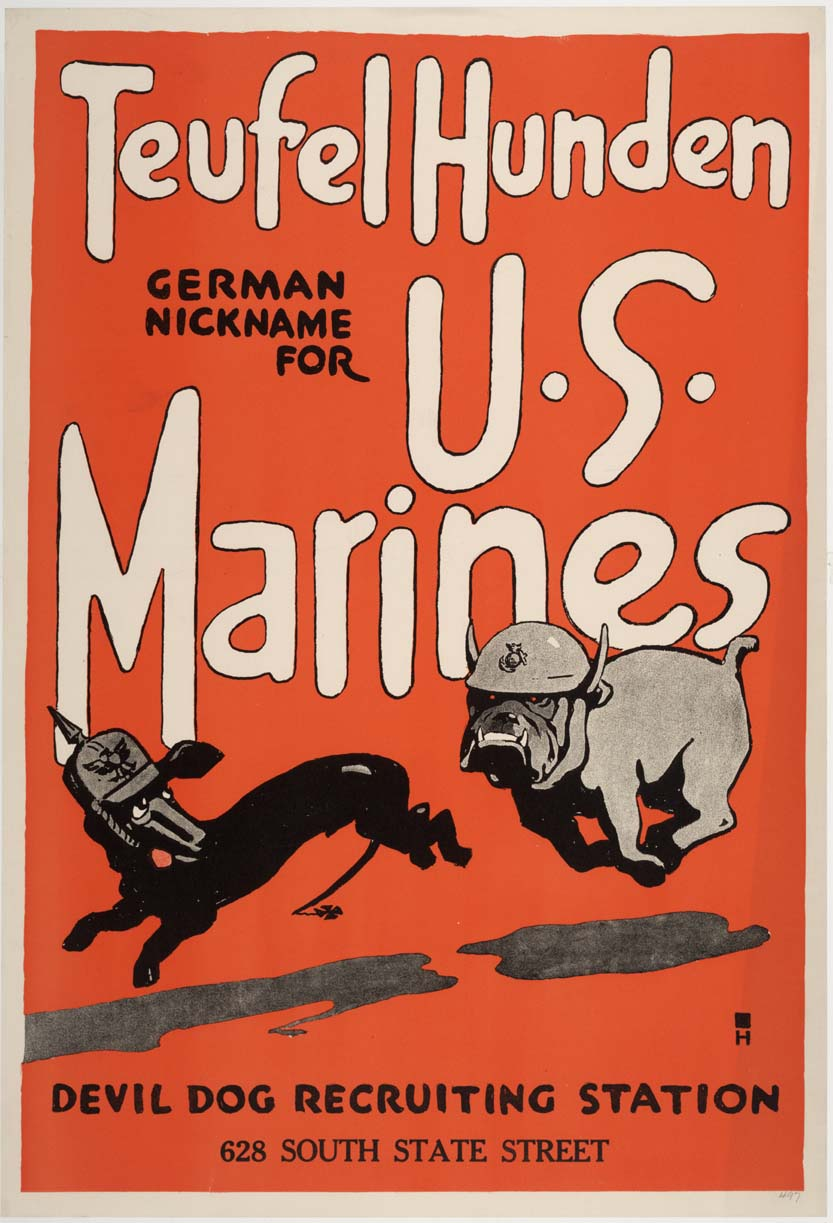
یک پوستر استخدام توسط چارلز بی. فالز از نام مستعار "Teufel Hunden" (سگ شیطان) استفاده می‌کند.

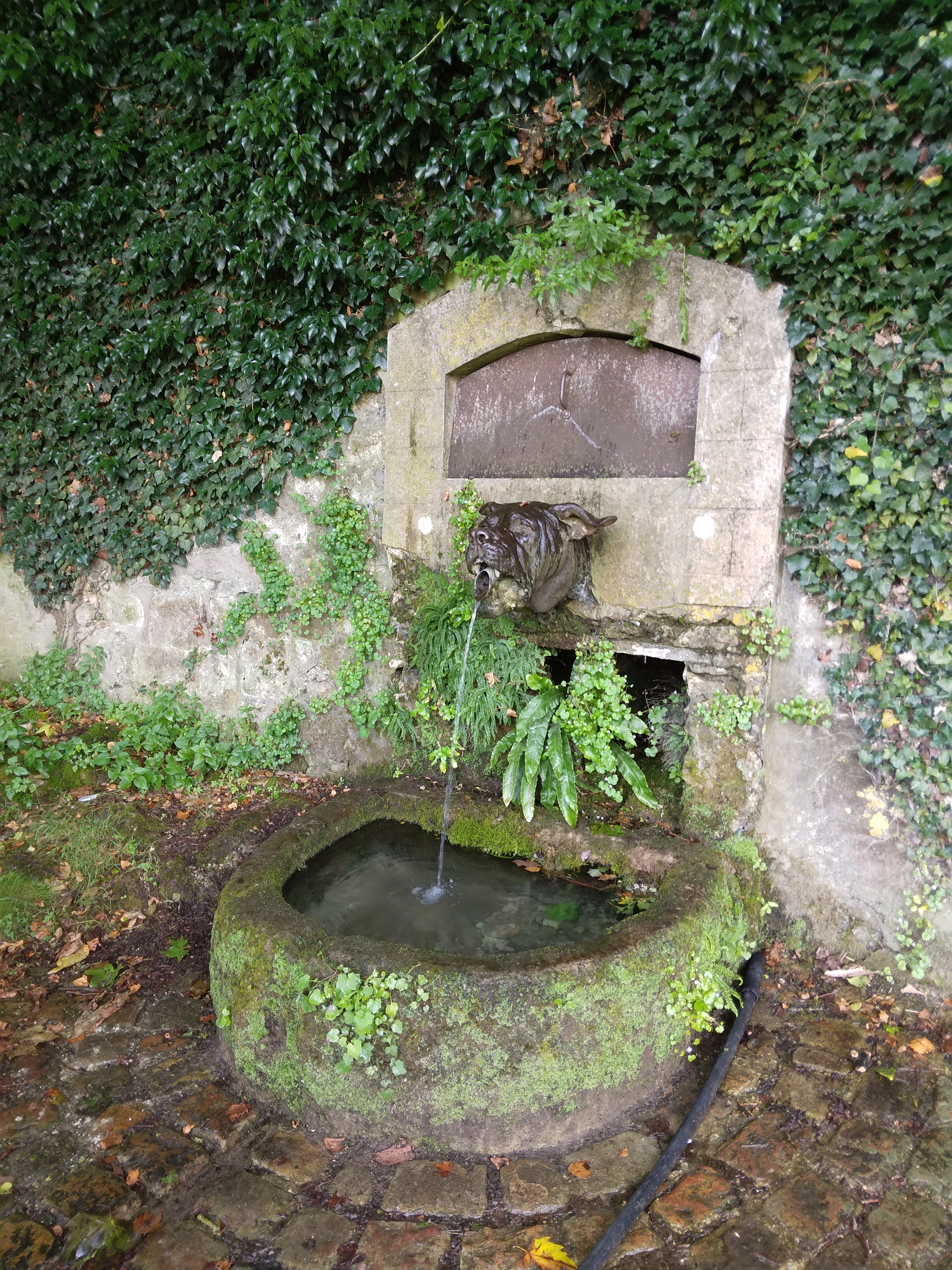
فواره بولداگ

نیروهای ایالات متحده متحمل ۹۷۷۷ نفر ضایعات شدند که شامل ۱۸۱۱ کشته می‌شد. : 32  بسیاری از آن‌ها در گورستان آمریکایی ان-مارن در همان نزدیکی به خاک سپرده شده‌اند. اطلاعات روشنی در مورد تعداد سربازان آلمانی کشته شده وجود ندارد، اگرچه تعداد اسرا ۱۶۰۰ نفر برآورد می‌شود.

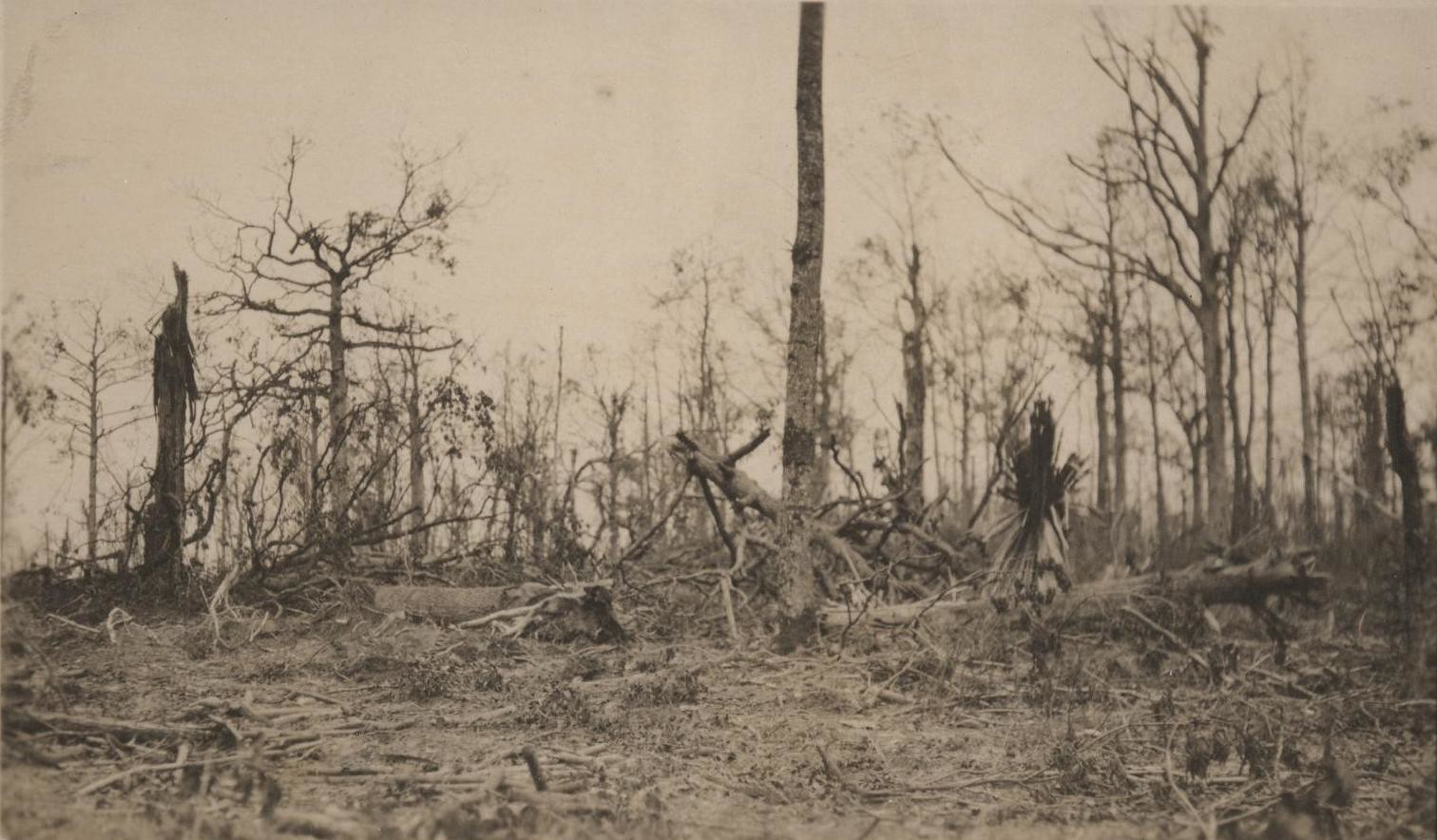
درختان خرد شده در اثر گلوله‌باران در جنگل بلو در پی نبرد تقریباً یک‌ماهه

پس از نبرد، فرانسوی‌ها به افتخار سرسختی و شجاعت تفنگداران دریایی، نام جنگل را به "Bois de la Brigade de Marine" (به معنی جنگل تفنگداران دریایی) تغییر دادند. دولت فرانسه نیز بعداً به هنگ‌های ۵ و ۶ دریایی نشان صلیب جنگی (Croix de guerre) اعطا کرد. یک گزارش رسمی آلمانی، تفنگداران دریایی را به عنوان تیراندازان قوی، با اعتماد به نفس و شایان توجه توصیف کرد…" ژنرال پرشینگ - فرمانده کل نیروهای اعزامی ایالات متحده آمریکا (AEF) گفت: «مرگبارترین سلاح در جهان، یک تفنگدار دریایی ایالات متحده و تفنگ اوست.» پرشینگ همچنین گفت: «نبرد جنگل بلو برای ایالات متحده، بزرگ‌ترین نبرد از زمان آپوماتوکس و قابل توجه‌ترین درگیری نیروهای آمریکایی با یک دشمن خارجی بود.»
افسانه‌ها و اطلاعات محلی اظهار می‌کنند که آلمانی‌ها از اصطلاح "Teufelshunde" (به معنی سگ‌های شیطان) برای تفنگداران دریایی استفاده می‌کردند. با این حال، این مورد تأیید نشده‌است، زیرا این اصطلاح در زبان آلمانی آن زمان شناخته شده نبود. نزدیک‌ترین اصطلاح رایج آلمانی "Höllenhunde" است که معنی "سگ جهنمی" می‌دهد. صرف نظر از منشأ این اصطلاح، ده سال پس از نبرد، سرهنگ دوم ارنست اتو، از بخش تاریخی ارتش آلمان، در مورد سپاه تفنگداران دریایی نوشت: "پیشروی آتشین و سرسختی زیاد آن‌ها، توسط حریفانشان به خوبی احساس می‌شد."

## میراث
تفنگداران دریایی که به‌طور فعال در هنگ‌های پنجم و ششم تفنگداران دریایی خدمت می‌کردند، می‌توانستند به عنوان یادبود رشادت پیشینیان هنگ خود، روی شانهٔ چپ خودفوراژر فرانسوی بپوشند.
در ژوئن ۱۹۲۳، گروه موسیقی تفنگداران دریایی برای اولین بار در مراسم سالگرد نبرد جنگل بلو، راهپیمایی جدیدی به نام «جنگل بلو» اجرا کردند. این آهنگ توسط رهبر دوم، تیلور برانسون که بعداً گروه تفنگداران دریایی را از سال ۱۹۲۷ تا ۱۹۴۰ رهبری کرد، به سرلشکر ارتش آمریکا، جیمز. جی. هاربورد که در طول نبرد فرماندهی تفنگداران دریایی را بر عهده داشت، تقدیم شد.
در ژوئیه ۱۹۲۳، جنگل بلو به عنوان یک بنای یادبود نبرد آمریکایی شناخته شد. سرلشکر هاربورد به عنوان یک تفنگدار افتخاری، در این مراسم شرکت کرد. وی در بخشی از خطابهٔ خود، جملات زیر را عنوان نمود:
اکنون و بعداً، در دورهٔ کوتاهی که ما زنده هستیم، کهنه سربازان اینجا خواهند آمد تا دوباره روزهای شجاعت آن ژوئن دوردست را زندگی کنند. اینجا محرابی برای میهن‌پرستی خواهد بود که در آن، پیمان فداکاری و ایثار برای میهن تجدید خواهد شد. اینجا، جایی است که میهن پرستان در حالت ناامیدی و حتی شکست، از آن بازدید خواهند کرد؛ تا شجاعت را از نو از این معبد آرمان‌های بزرگ دریافت کنند…

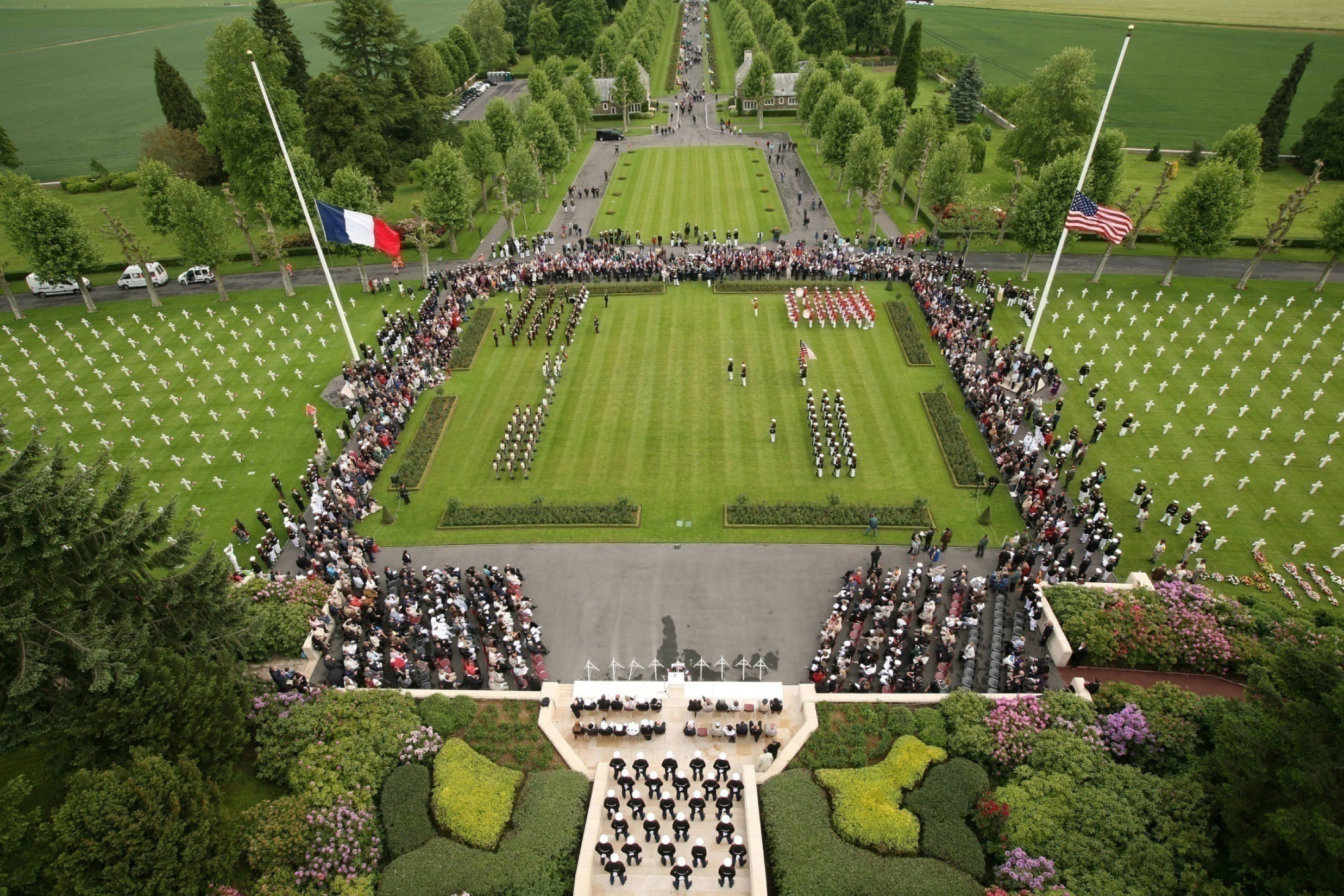
تفنگداران دریایی آمریکا و سربازان فرانسوی در مراسم یادبود ۹۲ سالگرد نبرد

صلیب‌های سفید و ستارگان داوود به عنوان سمبل ۲۲۸۹ قبر، شامل ۲۵۰ قبر برای اعضای ناشناس و نیز ۱۰۶۰ سرباز مفقود شده، دیوار کلیسای یادبود را تزئین می‌کنند. بازدیدکنندگان همچنین از قبرستان آلمانی مجاور که در آن ۸۶۲۵ مرد دفن شده‌اند نیز بازدید می‌کنند. در یک نمونه، ۴۳۲۱ نفر از افرادی که دفن شده‌اند، شامل ۳۸۴۷ نفر با هویت ناشناس، در یک قبر مشترک آرمیده‌اند. گورستان آلمانی در مارس ۱۹۲۲ تأسیس شد و تعدادی سایت موقت را شناسایی کرد. این گورستان شامل سربازانی است که بین اِن و مارن در سال ۱۹۱۸ کشته شدند. همچنین، تعداد ۷۰ سرباز که در سال ۱۹۱۴ در اولین نبرد مارن جان باختند، در این گورستان دفن شده‌اند.

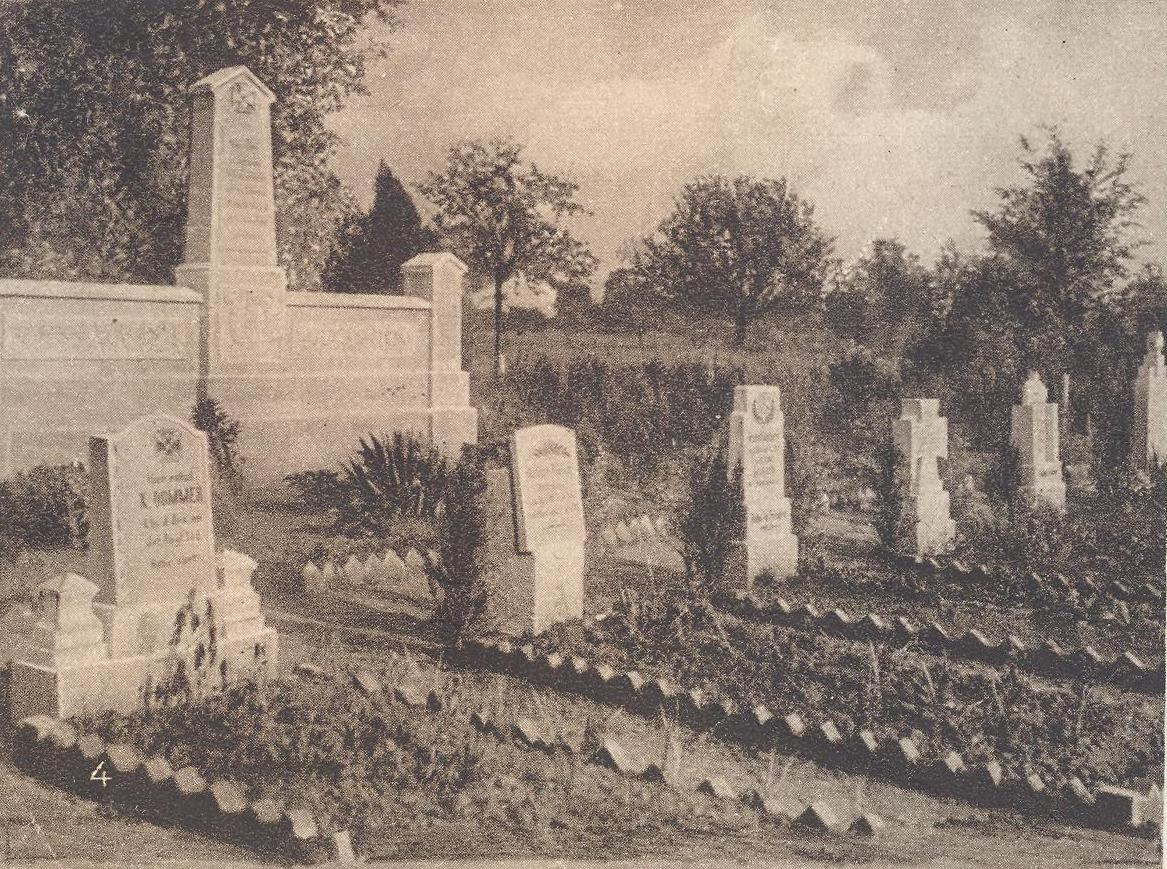
گورستان آلمانی در Beaulieu-Ecuvilly

در ۱۸ نوامبر ۱۹۵۵، یک قطعه سنگ مرمر سیاه با نقش برجسته برنزی از یک تفنگدار دریایی در حال جنگ در یک جاده در نزدیکی محل نبرد، وقف یاد و خاطرهٔ این نبرد شد. این یادبود با نام «یادبود تفنگدار دریایی» توسط فلیکس دی ولدون، هنرمندی که یادبود جنگی تفنگداران دریایی در واشینگتن را نیز مجسمه‌سازی کرده بود، ساخته شد. این یادبود برای گرامیداشت خاطرهٔ رشادت سربازان تیپ چهارم تفنگداران دریایی در این مکان ساخته شده و تنها یادبودی در اروپاست که صرفاً به تفنگ داران دریایی ایالات متحده آمریکا اختصاص داده شده‌است. در زیر مجسمه نیز یک لوح یادبود با یک عقاب، کره و لنگر بزرگ وجود دارد. این لوح هنچنین شامل تاریخچه مختصری از نبرد با متنی به دو زبان انگلیسی و فرانسوی است. ژنرال لموئل سی شپرد جونیور ، فرمانده سپاه تفنگداران دریایی، که ۳۷ سال پیشتر در جنگل بلو جنگیده و دو بار مجروح شده بود و بعداً صلیب خدمات برجسته ارتش و صلیب نیروی دریایی را به خاطر شجاعت خود در نبرد دریافت کرد، به عنوان مقام رسمی در مراسم وقف این بنای یادبود حضور داشت.
در شهر نیویورک، مثلثی به مساحت ۰٫۱۹۷ جریب فرنگی (۸۰۰ متر مربع) در تقاطع خیابان ۱۰۸ و خیابان ۵۱ در کوئینز به یاد سرباز تفنگدار دریایی ویلیام اف مور، گروهان ۴۷، گردان دوم، هنگ ۵ تفنگداران دریایی نامگذاری شده‌است.
دو کشتی نیروی دریایی ایالات متحده نیز به افتخار این نبرد نامگذاری شده‌اند. اولین کشتی به نام یوا Belleau Wood (CVL-24) یک ناو هواپیمابر سبک بود که در طول جنگ جهانی دوم در جنگ اقیانوس آرام از سال ۱۹۴۳ تا ۱۹۴۵ فعال بود. از سال ۱۹۵۳ تا ۱۹۶۰، این کشتی با نام "Bois Belleau" به نیروی دریایی فرانسه قرض داده شد و در اولین جنگ هندوچین و جنگ الجزایر خدمت کرد. دومین کشتی تحت عنوان یوا Belleau Wood (LHA-3) از سال ۱۹۹۷ تا ۲۰۰۵ فعال بود.
نسخه کوتاه شده نقل قول معروف لوید ویلیامز مبنای شعار گردان دوم، هنگ ۵ تفنگداران دریایی (واحد وی در طول نبرد) تعیین شده‌است. ساختمانی در محوطه دانشگاه دانشگاه ایالتی و مؤسسه پلی تکنیک ویرجینیا نیز به یاد وی نامگذاری شده‌است.
در آوریل ۲۰۱۵، امانوئل ماکرون، رئیس‌جمهور فرانسه، به عنوان بخشی از سفر دولتی خود، یک نهال بلوط سفیدمازو از جنگل بلو را به ایالات متحده تقدیم کرد.

## در فرهنگ عامه
- رمان توماس الکساندر بوید در سال ۱۹۲۳ تحت عنوان در میان گندم بر اساس تجربیات او در جنگ جهانی اول است و در طول نبرد جنگل بلو اتفاق می‌افتد.
- در سال ۲۰۱۹، گروه سوئدی متال ساباتون آهنگی به نام سگ‌های شیطان در آلبوم خود به نام The Great War در مورد تفنگداران دریایی ایالات متحده و نبرد جنگل بلو نوشت.
- هرشل بیگز، یکی از شخصیت‌های بازی LA Noire در سال ۲۰۱۱، می‌گوید که در جنگل بلو، جایی که واحدش در یک خانهٔ مزرعه‌ای به دام افتاده و توسط یک واحد آلمانی (احتمالاً توسط سربازان flammenwerfer) نابود شده، جنگیده‌است،
- آهنگ ۱۴ در آلبوم هفت‌ها اثر ۱۹۹۷ گارث بروکس جنگل بلو نام دارد و داستان یک آتش‌بس کریسمس را که در طی نبرد رخ داده، شرح می‌دهد.